# Weisz Béla
Weisz Béla (Szekszárd, 1965. március 27. –) rajzfilmrendező, karikaturista.

## Pályafutása

#### Animáció
1983-tól a Pannónia Filmstúdió Kecskeméti Műtermének munkatársa. Kezdetben fázisrajzoló, majd forgatókönyveket írt és filmeket rendezett. 1991-től a francia Folimage Studio sorozat-, és egész estés filmjeinek animátora és saját filmjeinek rendezője. 1997-től szabadúszó. Rövid, jobbára szórakoztató filmeket készít.

#### Karikatúra, képregény
Első rajzai 1991-ben a Kurír szatirikus mellékletében, az Elefántban jelennek meg. A lap megszűnése után számos országos és regionális lapba rajzol. (Tolnai Népújság, Súlyos Magazin, Vasárnapi Hírek, stb.) 2010 óta képregényeket is készít, elsősorban a Párkocka weblapnak (Bélabátyó művésznéven), de jelentek meg rajzai a Ludas Matyi és a Hír24 online felületein is. Kartonkocsma nevű blogján publikál a Facebookon.

## Filmjei
- Ajtó no. 1 – A diktátor (1987, Pannónia Filmstúdió, Kecskemét)
- Húsvéti anzix (1988, Pannónia Filmstúdió,Kecskemét)
- Locsolkodás (1989, Pannónia Filmstúdió, Kecskemét)
- Változó világunk (1990, Pannónia Filmstúdió, Kecskemét)
- Une seule et belle Europe (1991, Folimage, Franciaország)
- Histoire extraordinaire de Mme. Veuve Kecskemét (1992, Folimage, Franciaország)
- Leo és Fred, II. sorozat (1993, Pannónia Filmstúdió, Kecskemét)
- Falak (2011, Reanimation Stúdió)
- Add ide a cigit! (2013, Reanimation Stúdió)

## Szakmai elismerések

### Animáció
- II. Kecskeméti Animációs Filmfesztivál – Közönségdíj (1988, Ajtó-1)
- XVI. Annecy Nemzetközi Animációs Filmfesztivál és Vásár – Legjobb rövidfilm-terv díja (1991, Kommersz)
- III. Kecskeméti Animációs Filmfesztivál – Nagydíj (1993, Locsolkodás)
- IV. Kecskeméti Animációs Filmfesztivál – Legjobb gyerekfilm díja (1996, Leo & Fred II., A félénk erőművész)
- Filmtett-Duna-Műhely forgatókönyvíró-pályázat – I. díj (2007, Krimi)

### Karikatúra
- VII. Magyar Karikatúra Művészeti Fesztivál – I. díj (2003)
- Szféra – Polgármesteri Találkozó – I. díj (2006)
- XII. Magyar Karikatúra Művészeti Fesztivál – Nemzetközi zsűri különdíja (2008)
- Bajai Nemzetközi Karikatúra Pályázat I. díj (2008)
- Kukac (@) Országos E-karikatúra Pályázat – Fődíj (2013)